# Ткацкий станок
Тка́цкий стано́к (тка́цкий стан, кросны) — основная машина ткацкого производства, оборудование или устройство для изготовления всевозможных видов ворсовых, гладких, плетёных полотен и ковров: льняных, конопляных, хлопчатобумажных, шёлковых, шерстяных, а также прочей продукции текстильной промышленности.

## История
Ткацкий станок служит человечеству с древних времён. В некоторых сельских домах и поныне можно встретить ручные, требующие кропотливого труда, усердия и терпения ткацкие (и ковроткацкие) станки. Даже в масштабах производства, для изготовления высокохудожественных, орнаментальных и сюжетных ковров (гобеленов, килимов) ручного производства используют всё те же, известные с незапамятных времён, вертикальные (представляющие собой простую раму с натянутыми нитями основы) и горизонтальные ручные станки.
В остальном, в наши дни, ткацкий станок, это сложное, высокотехнологичное и высокопроизводительное электронное оборудование.

## Основные виды ткацких станков
Существуют ручные, полумеханические, механические и автоматизированные станки. Высокопроизводительные автоматические станки, гидравлические, пневматические, пневморапирные и др. По конструкции различают плоские станки и круглые (используют только для выработки специальных тканей, например рукавных). Станки могут быть узкими (вырабатывают ткань шириной до 100 см) и широкими, предназначаться для лёгких, средних и тяжёлых тканей. Есть станки для тканей простых переплетений (эксцентриковые), для мелкоузорчатых тканей (кареточные) и для тканей с крупным, сложным узором (жаккардовые)

## Типы станков по принципу прокладкиутка
До появления ткацких станков бесчелночного типа нити утка прокидывались в зеве исключительно челноком и прибивались бердом батана.
С появлением станков бесчелночного типа принцип ввода утка в зев, а также конструкция станка значительно изменились. В настоящее время можно выделить следующие типы станков по принципу прокладки утка (на всех станках бесчелночного типа паковка с уточной пряжей находится отдельно от станка (сбоку), количество нити, необходимое для прокладки отдельной уточины, отматывается специальным механизмом, называемым барабаном-накопителем):
- пневматические — уточная нить прокладывается в зеве струёй воздуха из главного сопла и эстафетных сопел, вмонтированных в конструкцию профильного берда или в отдельный элемент — конфузор. Батан как таковой отсутствует, бердо крепится на магистральную ёмкость распределения сжатого воздуха для эстафетных сопел. Главного вала нет, различные элементы станка приводятся в работу сервомоторами через контролируемые центральной ЭВМ частотные инверторы. Этот тип станков был изобретен и внедрен в производство в Советском Союзе в конце 1970-х годов, такие станки позволили увеличить скорость производства и ширину вырабатываемой ткани (например, ситцы и ткани из хлопка: с 80 см до 120 см и более). Кромка таких тканей имеет вид ниточной бахромы. Основные производители в мире (по убыванию доли рынка): Toyota Industries, Tsudakoma (оба — Япония), Picanol (Бельгия), Dornier (Германия), Promatech (Италия). В России: на сегодняшний момент  производители станков данного типа не известны.
- гидравлические — уточная нить прокладывается в зеве летящей каплей (струёй) воды. Конструкция станка с некоторыми особенностями базируется на основе пневматических машин. Производители — те же. Россия данной технологией не владеет.
- рапирные — уточная нить вводится в зев рапирами. Как правило используются 2 рапиры, движущиеся навстречу друг другу: 1-я — подающая — доводит уточную нить до середины ткани, 2-я — принимающая — забирает нить от подающей и доводит уточину до противоположного края зева. Прибой утка осуществляется бердом, как правило также без батанного механизма, приводимым в действие серводвигателем. Выделяют машины: с гибкими рапирами, с прямыми жёсткими и телескопическими рапирами. Основные мировые производители в основном из ЕС: Picanol (Бельгия), Dornier (Германия), Promatech (Италия), Sulzer (Швейцария). В СССР выпускались по лицензии фирмы Sulzer в Новосибирске. Также выпускались и продолжают производиться в Чебоксарах металлоткацкие станки для выработки металлосетки. Существуют также рапирные станки специального назначения фирм: Van-De-Vielle (Бельгия) для тяжёлых ворсовых тканей и ковров, Juergens (Германия) — для особо широких тканей (до 36 м (мировой рекорд)), используемых в качестве фильтров для целлюлозно-бумажной промышленности и др. Рапирные станки имеют наименьшие ограничения по возможностям выпуска различного ассортимента из всех современных концепций, хотя в целом и медленнее в скорости выпуска, чем, например, пневматические и гидравлические машины.
- станки пневмо-рапирного типа. Представляют собой комбинацию принципов рапирного и пневматического станков, разработанную в России (СССР). В общем виде прокладка утка осуществляется потоком воздуха, проходящим по каналу, образованному двумя сходящимися в зеве полыми (трубчатыми) рапирами.
- станки с микропрокладчиками. По-видимому первый тип бесчелночных станков, сыгравший по-настоящему серьёзную роль на мировом текстильном рынке. Принцип ввода утка в зев: уточная нить захватывается задним зажимом металлического миниатюрного «челнока», который приводится в действие механизмом-толкателем, дальше движется от одного края зева к другому, увлекая уточную нить за собой. Для направления движения прокладчика и во избежание его вылета из зева за пределы станка (что может привести к повреждению техники и травмам персонала) в зев между основными нитями вводятся в момент прокидки утка специальные профильные пластины, ряд которых образует своеобразный канал (конфузор), который ограничивает траекторию движения прокладчика утка.

## Производство современных ткацких станков
Автором концепции и мировым лидером в производстве станков с микропрокладчиками являлась и остаётся по сей день фирма Sulzer (Швейцария), в 1958 году предложившая на мировом рынке и выпускающая по сей день станки типа «projectil». В настоящее время в силу серьёзных ассортиментных ограничений (например механизм смены утка на подобных станках ограничен максимум 4 — 6 цветами против 8 у пневматических и 16 у рапирных) и высокой стоимости при сопоставимой производительности, станки с микропрокладчиками в основном вытеснены рапирными станками, сохранив долю только в таких сегментах, как производство особо плотных, тяжёлых широких тканей, главным образом технического назначения. В настоящее время их доля на мировом рынке составляет порядка 1 % от доли рапирных станков, объём рынка которых ограничивается величиной порядка 25-30 тысяч единиц оборудования в год.
В России основным производителем ткацких станков является предприятие ОАО «Текстильмаш» (Чебоксары), которое выпускает (и выпускало в СССР) станки с микропрокладчиками под маркой СТБ (Станок Ткацкий Бесчелночный). Станки СТБ производились и в Новосибирске до 2007 года на заводе СибТекстильмаш.
Станки СТБ были и остаются широко распространёнными в России, странах бывшего СССР и государствах, бывших членах социалистического содружества (СЭВ). В страны капиталистической системы не поставлялись из-за патентных конфликтов. К настоящему времени в работе остаётся значительное число машин с микропрокладчиком (в основном на старых предприятиях), однако в последнее время они всё больше вытесняются машинами более прогрессивной конструкции с рапирной, гидравлической и пневматической прокладкой утка.